# Elaphria trientiplaga
Elaphria trientiplaga là một loài bướm đêm trong họ Noctuidae.